# Palaú
Palaú is een mijnwerkersstadje in Mexico, in het oosten van de staat Coahuila de Zaragoza. Palau ligt ruim 100 kilometer ten noorden van Monclova en maakt deel uit van de gemeente Múzquiz. Palau heeft circa 16.800 inwoners (2004).
Jaarlijks worden in Palaú op 31 augustus de mijnwerkers gevierd.